# Christian Roque
Christian Roque est un footballeur français né le 2 juillet 1951 à Saint-Lubin-des-Joncherets (Eure-et-Loir). Ce défenseur a été finaliste de la Coupe de France en 1979 et a participé à la montée de Auxerre en Division 1 en 1980.

## Palmarès
- Finaliste de la Coupe de France 1979 (avec l'AJ Auxerre)
- Champion de France de Division 2 en 1980 (avec l'AJ Auxerre)